# ファイアー (U2の曲)
「ファイアー」（Fire）はU2の「October」からのリードシングル。「October」3週間前にリリースされ、U2のシングルとして初めてUKチャートに入った。

## 解説
元は「Saturday Night」という曲で、「Boy」の初期ヴァージョンには最後の曲の「Shadows and Tall Trees」の後に隠しトラックとして収録されていた。
Boyツアー中に休暇で訪れたバハマのナッソーでレコーディングされた。シングルヒットを意識した曲だが、エッジが「理想と中身が一致しなかった」と語っている。またこの曲でU2はTop of The Pops初出演を果たしたが、翌週、チャートはランクダウンした。だが一方で、その様子をテレビで観ていたノエル・ギャラガーがU2のファンになるという副産物があった。

## B面

### J.Swallo
スタジオでの実験的音源だったが、B面に収録する際、急遽ヴォーカルを入れた。タイトルはリプトン・ヴィレッジのメンバーだったJohnny Swallow（本名Reggie Manuel）の名前から。
「October」のデラックス・エディション収録。

## 評価

### イヤーオブ
1981年ホットプレス読者が選ぶ年間ベストアイリッシュシングル第2位